# Olaf Marschall
Olaf Marschall (Torgau, República Democrática Alemana, 19 de marzo de 1966) es un ex-futbolista alemán, se desempeñaba como delantero.

## Clubes
| Club                     | País     | Año       | Partidos | Goles |
| ------------------------ | -------- | --------- | -------- | ----- |
| 1. FC Lokomotive Leipzig | RDA      | 1983-1990 | 135      | 43    |
| FC Admira Wacker         | Austria  | 1990-1993 | 97       | 40    |
| Dinamo Dresde            | Alemania | 1993-1994 | 32       | 11    |
| 1. FC Kaiserslautern     | Alemania | 1994-2002 | 160      | 59    |
| Al-Nasr SC               | E.A.U.   | 2002      | ¿?       | ¿?    |

- Datos: Q627376
- Multimedia: Olaf Marschall / Q627376